# Кирка

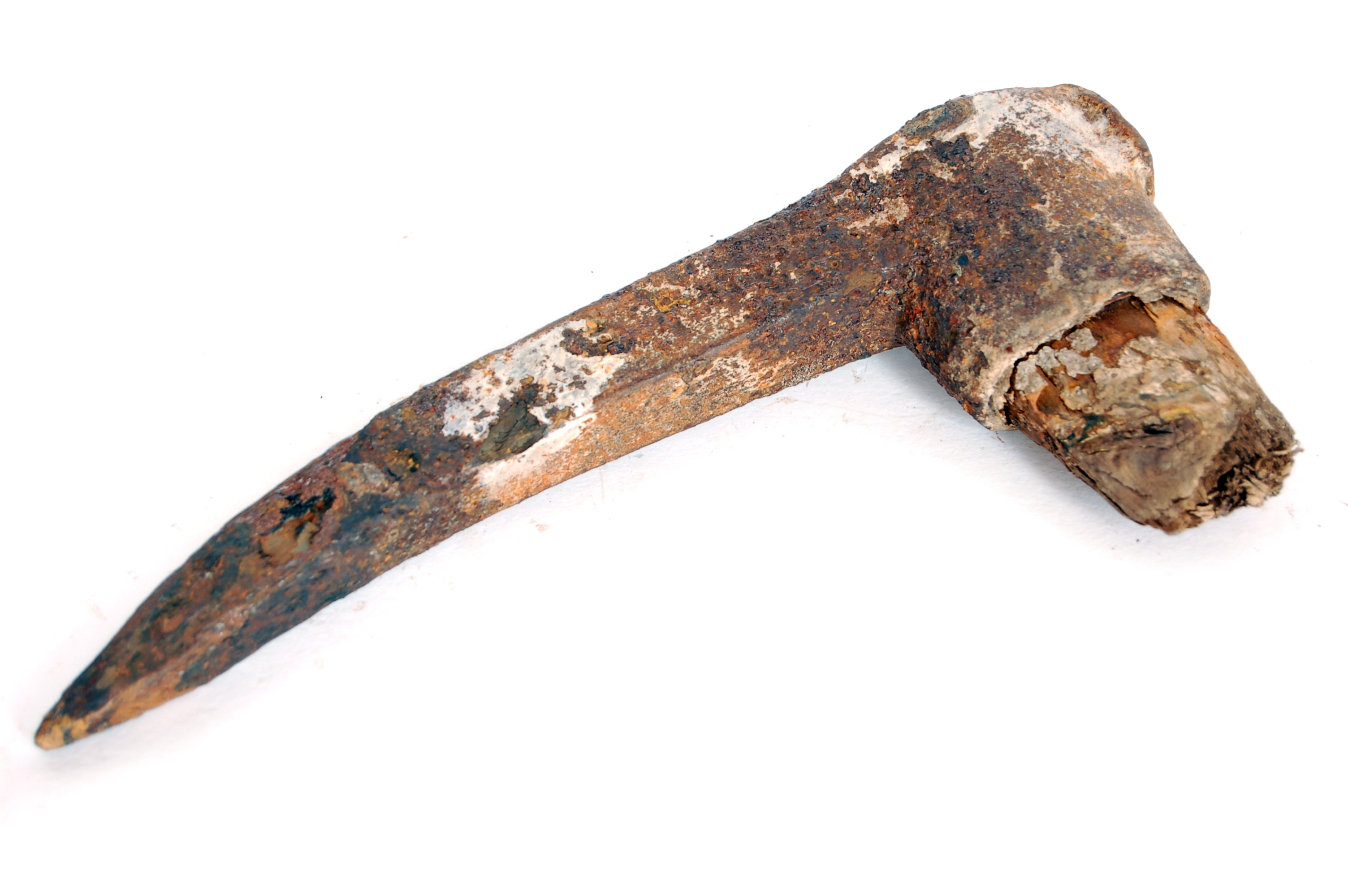
Кирка

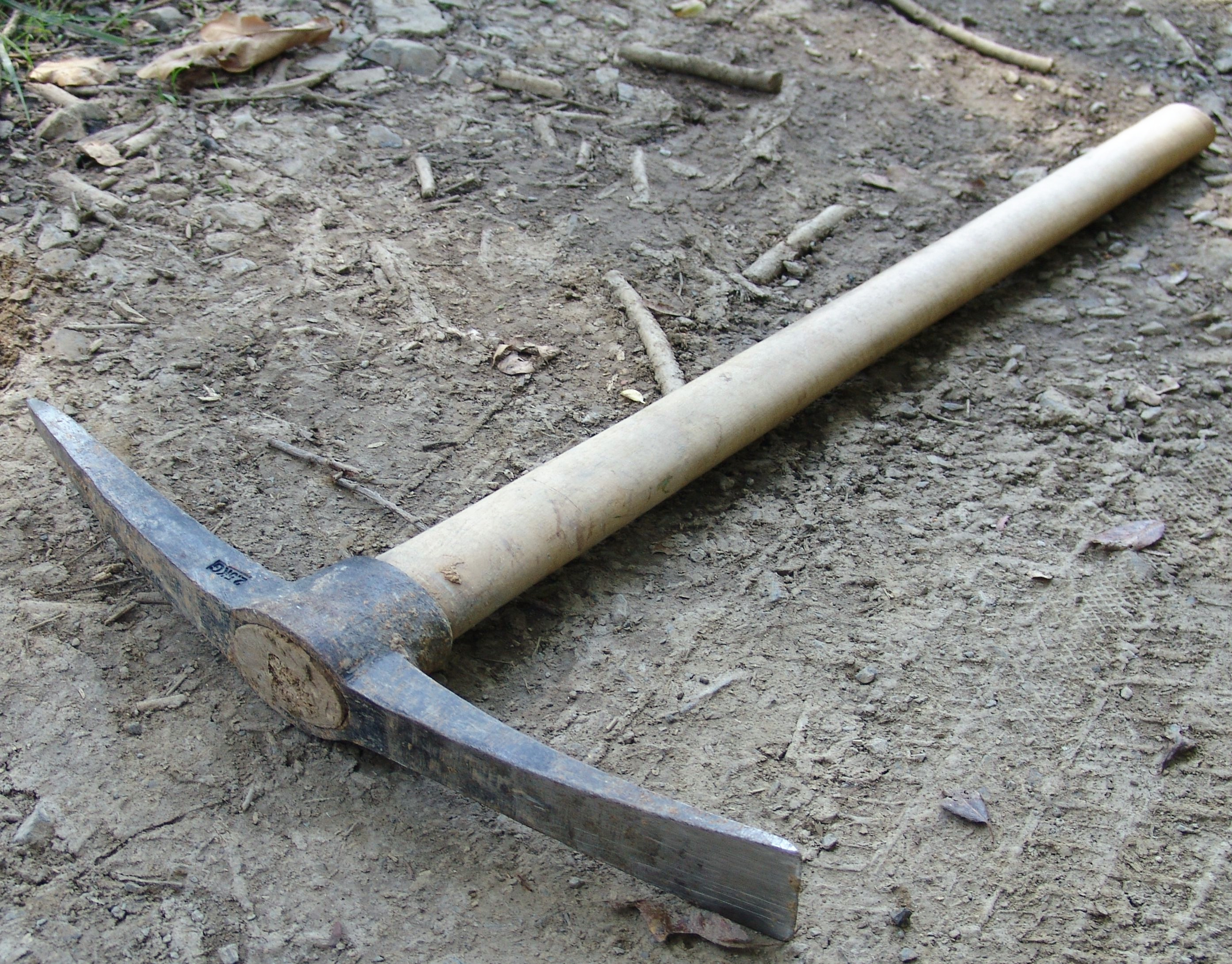
Кирка-мотика

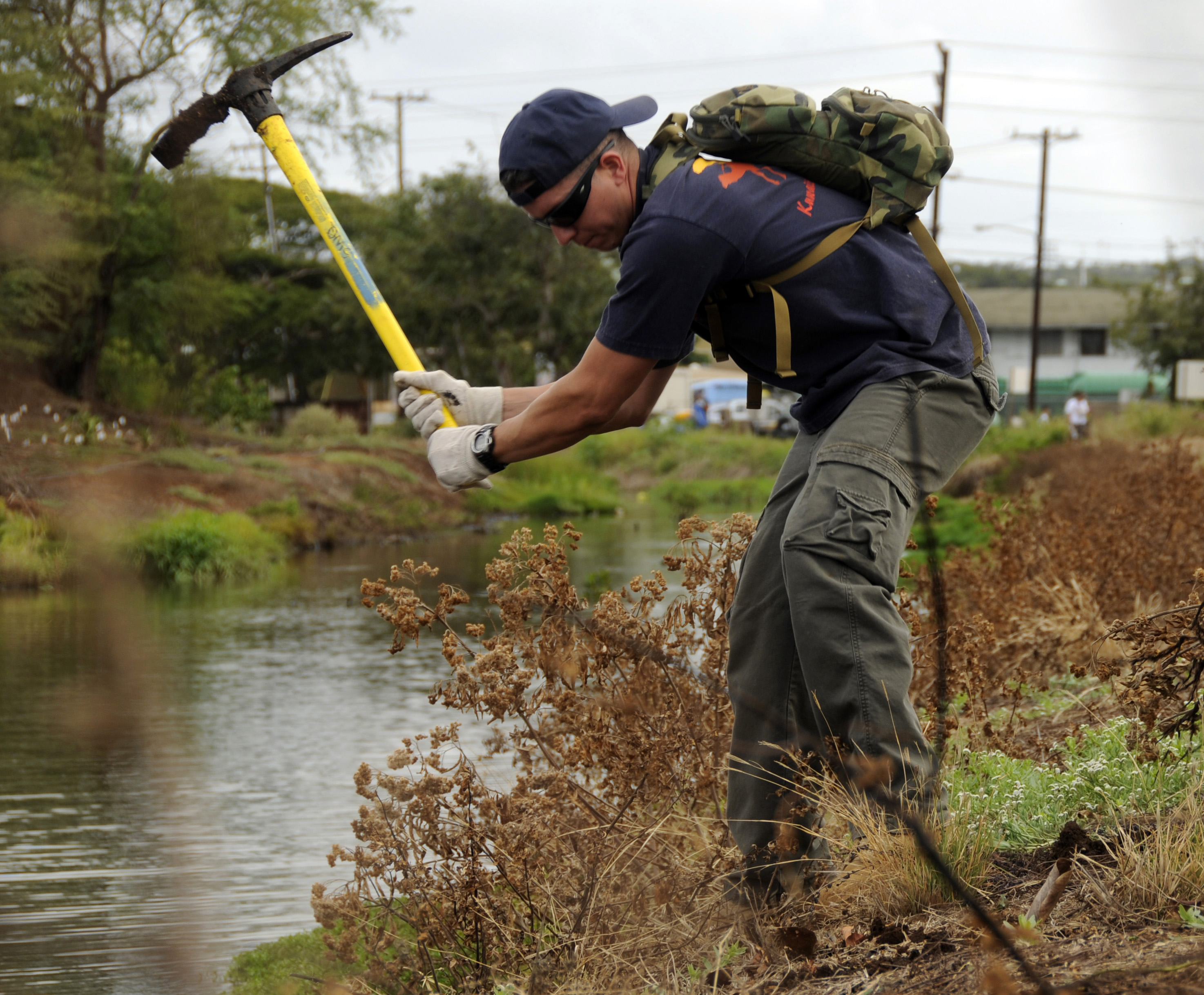
Робота киркою

Ки́рка, чока́н  — ручне знаряддя у вигляді загостреного з одного кінця молотка або стрижня для подрібнення, розколювання твердих порід, льоду тощо.
Слово «кирка» походить або від тур. kürek («лопата», «совок», «весло»), або від грец. κερκίς («човник», «великогомілкова кістка»).

## Різновиди
- Кайло — двобічна кирка для кам'яного вугілля.
- Кирка-мотика — двобічна кирка, один дзьоб якої чотиригранний, другий має форму лопаточки (мотики). Уживається для робіт на ґрунті.
- Обушок — однобічна кирка
- Оскард, дзьобань — молоток для карбування жорен.

## Техніка безпеки при роботі з киркою
При недбалому ставленні або промаху киркою можна завдати надзвичайно небезпечного удару. Через досить значну масу кирки, її вістря може розтрощити кістку, завдати значних тілесних ушкоджень.

## Бойове використовування
Кирка може слугувати зброєю. Варіант створений спеціально для військових цілей називається клевець.

## Цікаві факти
Тіло Густава Кара, колишнього баварського держкомісара, що розігнав Пивний путч 1923 року знайдено в лісі поблизу Мюнхена, його зарубали до смерті, ймовірно, кирками.